# Gullweig

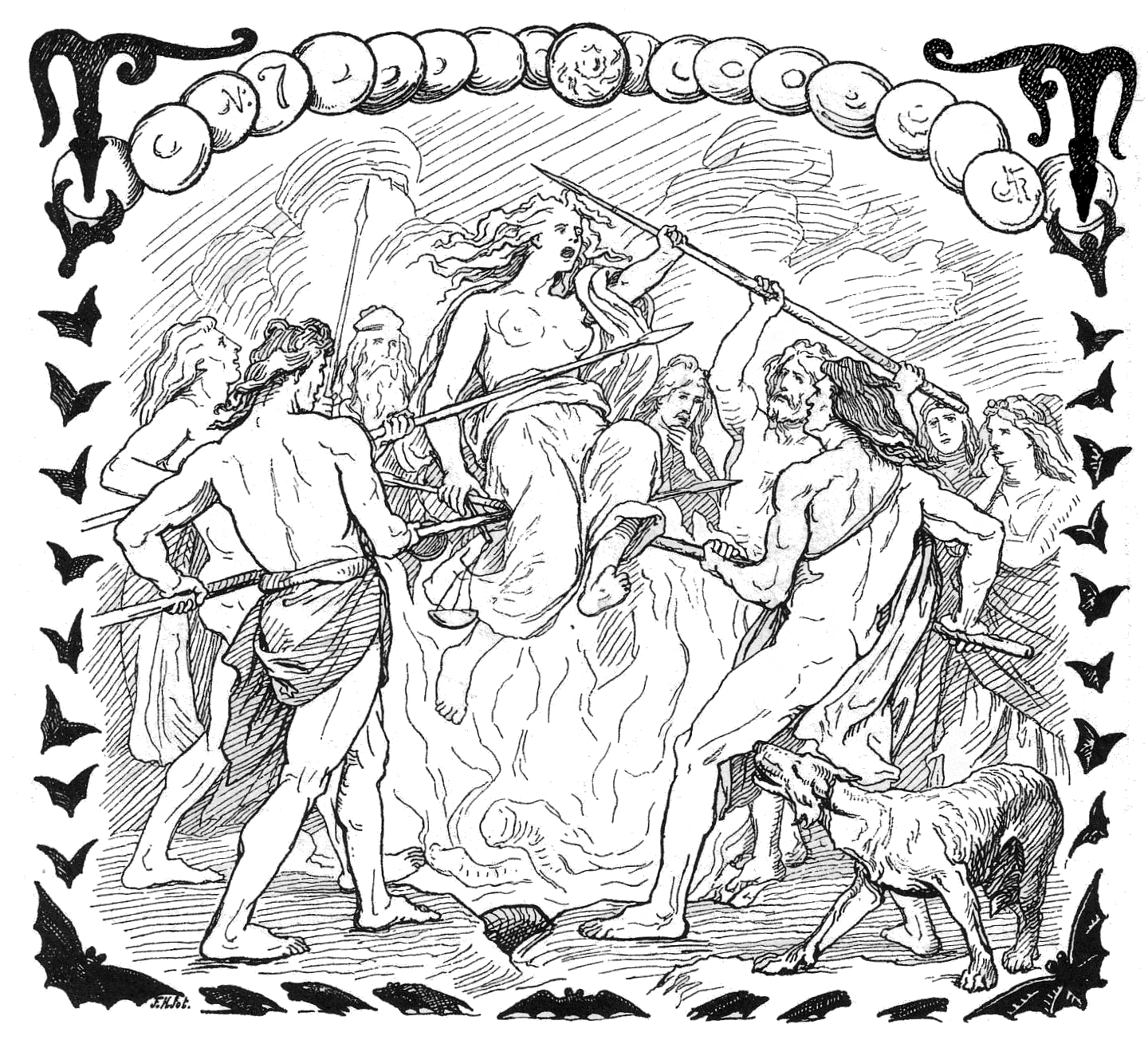
Asowie unoszą Gullveig nad ogniem na włóczniach, ilustracja autorstwa Lorenza Frølicha (1895)

Gullweig, Gullveig („miłość do złota”) – w mitologii nordyckiej jedna z bogiń Vaniru (rodu Wanów). Gullveig uważana była za pionierkę alchemii i magii, a także postać symboliczną. Bogowie Aesiru usiłowali ją zabić, ponieważ była przyczyną pierwszej wojny pomiędzy Vanirem i Aesirem, w której zwyciężyli ci pierwsi. Oba rody wymieniły zakładników i zawarły pokój. Wanowie Njörðr, Frejr i Freja stali się członkami Aesiru, podczas gdy Hönir i Mimir dołączyli do Wanów.
Gullveig, która sama była piękna i lśniąca, rozbudziła w ludziach pożądanie złota, przez co zaczęli walczyć między sobą. Wówczas bogowie Aesiru usiłowali ją trzykrotnie spalić, jednak za każdym razem Gullveig stawała się tylko coraz bardziej promienna, co stanowi odniesienie do alchemicznego procesu hartowania złota. Zwano ją także Heid, Wiedźmą.